# I barbari eleganti
I barbari eleganti è una trasmissione radiofonica in onda dal 2022 su Radio Libertà.

## Format
Il programma consiste nella lettura delle principali notizie della settimana (principalmente di natura scandalistica), a cui segue un'accesa discussione tra i conduttori, spesso con linguaggio colorito.

## Diffusione
Il programma va in onda ogni lunedì dalle 17 alle 18 sui canali di Radio Libertà. Oltre a ciò viene distribuito anche in formato podcast sul canale Spotify.